# Średnia arytmetyczna
Średnia arytmetyczna – suma liczb podzielona przez ich liczbę.
Dla {\displaystyle n} liczb {\displaystyle a_{1},a_{2},\dots ,a_{n}} jest to więc wyrażenie:
{\displaystyle {\frac {a_{1}+a_{2}+\ldots +a_{n}}{n}}.}
W języku potocznym średnią arytmetyczną określa się po prostu jako średnią.
Na przykład średnią czterech liczb, –5, –3, 0 i 12, jest
{\displaystyle {\frac {-5+(-3)+0+12}{4}}=1.}
Średnia arytmetyczna jest szczególnym przypadkiem średniej potęgowej rzędu 1.

## Zastosowania
Średnia arytmetyczna jest jedną z najbardziej intuicyjnych miar oceny populacji, stosowanych często w codziennym życiu – przykładami mogą być średnia ocen z jakiegoś przedmiotu, średnia płaca w firmie, średnia cena pomarańczy na targowiskach w lipcu 2004 roku czy średni wzrost poborowych w danym roczniku.
Średnia arytmetyczna jest dobrą miarą położenia rozkładu i jednocześnie miarą tendencji centralnej. Jest to miara klasyczna rozkładu, czyli każda zmiana dowolnego elementu badanego zbioru pociąga za sobą zmianę wartości średniej.

## Właściwości statystyczne średniej z próby

### Odchylenie standardowe średniej
Jeśli uśredniamy {\displaystyle n} nieskorelowanych zmiennych o odchyleniach standardowych {\displaystyle \sigma _{1},\sigma _{2},\dots ,\sigma _{n},} to odchylenie ich średniej arytmetycznej jest równe średniej kwadratowej odchyleń tych zmiennych:
{\displaystyle \sigma _{\overline {X}}={\sqrt {\frac {\sigma _{1}^{2}+\sigma _{2}^{2}+\ldots +\sigma _{n}^{2}}{n}}}.}
Jeśli zmienne są skorelowane, wówczas odchylenie średniej będzie inne, np. dla dwóch zmiennych {\displaystyle X_{1},X_{2}{:}}
{\displaystyle \sigma _{\overline {X}}={\sqrt {\frac {\sigma _{1}^{2}+\sigma _{2}^{2}+2\rho _{12}\sigma _{1}\sigma _{2}}{2}}},}
gdzie {\displaystyle \rho _{12}} to współczynnik korelacji między nimi.
W ogólnym przypadku dla {\displaystyle n} skorelowanych zmiennych:
{\displaystyle \sigma _{\overline {X}}={\sqrt {\frac {\sum \limits _{i=1}^{n}\sum \limits _{j=1}^{n}\rho _{ij}\sigma _{i}\sigma _{j}}{n}}}={\sqrt {\frac {\sum \limits _{i=1}^{n}\sum \limits _{j=1}^{n}\operatorname {cov} (X_{i},X_{j})}{n}}},}
gdzie {\displaystyle \operatorname {cov} (X_{i},X_{j})} to kowariancja {\displaystyle i}-tej i {\displaystyle j}-tej zmiennej.

### Prawo wielkich liczb
Niech {\displaystyle X} będzie zmienną losową o skończonej wariancji i wartości oczekiwanej {\displaystyle \mu } oraz niech {\displaystyle x_{1}\dots x_{n}} będzie prostą próbą losową z tej zmiennej. Prawdopodobieństwo, że średnia będzie oszacowana precyzyjnie (znajdzie się nie dalej od prawdziwej wartości niż o dowolnie mały dodatni błąd {\displaystyle \varepsilon }) dąży do 100% wraz ze wzrostem próby:
{\displaystyle \lim _{n\to \infty }\operatorname {P} \left\{\mu -\varepsilon \leqslant {\frac {x_{1}+\ldots +x_{n}}{n}}\leqslant \mu +\varepsilon \right\}=1.}
Innymi słowy średnia próbkowa dąży do wartości oczekiwanej w populacji wraz ze wzrostem liczności próby. Prawo wielkich liczb można wzmocnić na dwa sposoby, przedstawione dalej.

### Centralne twierdzenie graniczne
Zgodnie z centralnym twierdzeniem granicznym rozkład średniej z {\displaystyle n}-elementowej próby wraz ze wzrostem {\displaystyle n} coraz lepiej odpowiada rozkładowi normalnemu o wartości oczekiwanej {\displaystyle \mu } i odchyleniu {\displaystyle \sigma /{\sqrt {n}},} gdzie {\displaystyle \mu } oraz {\displaystyle \sigma } to odpowiednio wartość oczekiwana oraz odchylenie standardowe w populacji, z której losowana jest próba. Ściślej dla dowolnych liczb rzeczywistych {\displaystyle a,b} takich, że {\displaystyle a<b{:}}
{\displaystyle \operatorname {P} \left\{a\leqslant {\frac {{\overline {X}}-\mu }{\sigma /{\sqrt {n}}}}\leqslant b\right\}\to \operatorname {P} \{a\leqslant Z\leqslant b\}=\Phi (b)-\Phi (a),}
gdzie:
- {\displaystyle Z} to zmienna o standardowym rozkładzie normalnym (o wartości oczekiwanej zero i wariancji równej jeden),
- {\displaystyle \Phi (x)} to dystrybuanta rozkładu normalnego {\displaystyle N(0,1).}

Twierdzenie to jest prawdziwe niezależnie od rozkładu w populacji. Właściwość ta jest wykorzystywana w wielu metodach statystycznych i estymatorach. Centralne twierdzenie graniczne jest uogólnieniem prawa wielkich liczb, gdyż opisuje zachowanie całego rozkładu średniej, podczas gdy prawo wielkich liczb opisywało jeden jego parametr (wartość oczekiwaną).

### Właściwości średniej jako estymatora
Średnia arytmetyczna z próby jest, niezależnie od rozkładu, estymatorem zgodnym i nieobciążonym wartości oczekiwanej rozkładu, z którego próba była losowana. Jeśli jest to rozkład normalny, to średnia jest również estymatorem efektywnym.

### Ograniczenia
Średnia arytmetyczna jest podatna na skośność rozkładu i obserwacje odstające. W takiej sytuacji inne średnie, takie jak mediana, czy statystyki odpornościowe, np. średnia ucinana lub metody z regularyzacją, mogą dawać lepsze wyniki.
Nierówność Jensena oznacza, że funkcja średnich ma inną wartość niż średnia tej funkcji.